# حسن خوشرو
حسن خوشرو (زادهٔ ۱۳۳۹ در کرمان) نمایندهٔ حوزهٔ انتخابیهٔ کرمان در دورهٔ ششم مجلس شورای اسلامی بوده‌است.